# Grudzień 2015

## 31 grudnia
- Linia elektryczna, dostarczającą prąd na Krym, została uszkodzona wskutek wybuchu. Dostawy prądu z Ukrainy na okupowany przez Rosjan półwysep zostały wstrzymane. (wp.pl)
- Chiny potwierdziły budowę kolejnego lotniskowca. Nowa jednostka nie będzie miała napędu atomowego i będzie przenosiła głównie chińskie myśliwce Shenyang J-15. (tvn24.pl)

## 30 grudnia
- W trzech zamachach bombowych na restauracje w mieście Al-Kamiszli w północno-wschodniej Syrii, przy granicy z Turcją zginęło co najmniej 9 osób, a 25 zostało rannych. (wp.pl)
- W rosyjskich nalotach w Syrii zginęło 2371 osób, z czego ⅓ to ofiary cywilne. Podano również, że zginęło 655 dżihadystów z Państwa Islamskiego i 924 bojowników syryjskiej opozycji oraz Frontu Al-Nusra, syryjskiego odłamu Al-Ka’idy. (wp.pl)
- Bahrański myśliwiec F-16, uczestniczący w nalotach saudyjskiej koalicji na szyickich rebeliantów, rozbił się w Arabii Saudyjskiej. (tvn24.pl)
- Nowym premierem Gruzji został Giorgi Kwirikaszwili. Za nowym szefem rządu głosowało 86 posłów, przeciw było 28. (wp.pl)
- Indie pomyślnie wypróbowały nowy pocisk kierowany do zwalczania celów powietrznych na znacznych odległościach. Został opracowany wspólnie z Izraelem. (tvn24.pl)

## 29 grudnia
- Ponad 50 osób zginęło w ciągu 48 godzin w zamachach przeprowadzonych przez dżihadystów z Boko Haram w miastach Madagali i Maiduguri na północnym wschodzie Nigerii. (onet.pl)
- Co najmniej 16 osób zginęło, a 35 zostało rannych w wyniku wybuchu bomby w mieście Mardan na północnym zachodzie Pakistanu. (onet.pl)
- Nieznany sprawca ostrzelał grupę turystów w zabytkowej fortecy w Dagestanie, republice na rosyjskim Kaukazie. W wyniku ataku zginęła 1 osoba, a 11 zostało rannych. (wp.pl)
- W nalotach na pozycje Państwa Islamskiego przeprowadzonych w grudniu zginęło 10 przywódców tej organizacji, w tym osoby odpowiedzialne za planowanie zamachów w Paryżu. (onet.pl)
- Od proklamowania przez Państwo Islamskie kalifatu w czerwcu 2014 roku dżihadyści z tej organizacji terrorystycznej dokonali egzekucji 3707 osób w Syrii. (onet.pl)
- Z powodu złej konfiguracji oprogramowania dane osobowe niemal 191 mln wyborców w Stanach Zjednoczonych były ogólnie dostępne w internecie. Dostępne stały się imiona i nazwiska, numery telefonów, daty urodzenia, adresy e-mailowe oraz informacje o zatrudnieniu obywateli z 50 stanów. Sprawę odkrył i ujawnił niezależny informatyk z Teksasu zajmujący się badaniem bezpieczeństwa systemów informatycznych. (wp.pl, tvn24.pl)
- Chiny wystrzeliły swojego najbardziej zaawansowanego technologicznie satelitę obserwacyjnego Gaofen-4. Nowoczesny satelita może być wykorzystywany zarówno do celów cywilnych, jak i wojskowych, m.in. monitorując ruch amerykańskich lotniskowców. (tvn24.pl)

## 28 grudnia
- Ponad 30 osób zginęło, a ok. 90-132 zostało rannych w dzielnicy Zahra w mieście Hims na zachodzie Syrii w wyniku eksplozji samochodu pułapki i jednoczesnego wysadzenia się zamachowca samobójcy. (wp.pl)
- Liczba ofiar tornad i powodzi, które od wielu dni przechodzą przez południe Stanów Zjednoczonych, wzrosła do co najmniej 43. W Teksasie odnotowano przynajmniej dziesięć wirów powietrznych, w tym jeden o niszczycielskiej sile i prędkości wiatru dochodzącej do 322 km/h. (tvnmeteo.tvn24.pl)
- Setki osób demonstrowało w stolicy Korsyki Ajaccio, ignorując zakaz manifestacji wydany przez tamtejsze władze po dwóch dniach protestów i antymuzułmańskich wystąpień oraz zniszczeniu sali modlitewnej dla muzułmanów. (wp.pl)
- Pociąg przewożący 200 tys. litrów kwasu siarkowego wykoleił się w stanie Queensland w północno-wschodniej Australii. Trzech kolejarzy zostało lekko rannych. Dla bezpieczeństwa w promieniu 2 km ustanowiono strefę zagrożenia. (wp.pl)
- Władze Korei Południowej i Japonii porozumiały się w sprawie rozwiązania historycznego sporu o tzw. kobiety do towarzystwa, czyli kobiety z krajów pod japońską okupacją, zmuszane do prostytucji w czasie II wojny światowej. Japonia wypłaci Korei Płd. miliard jenów (8,3 mln dolarów) odszkodowania. (wp.pl)
- Francja udostępniła ponad 200 tys. odtajnionych dokumentów pochodzących z archiwów policji i ministerstw rządu Vichy, który podczas II wojny światowej kolaborował z niemieckimi siłami okupacyjnymi. (tvn24.pl)
- Siódma część sagi Gwiezdne wojny, zatytułowana Przebudzenie mocy zarobiła ponad 1 miliard dolarów. (tvn24bis.pl)

## 27 grudnia
- Dżihadyści z Boko Haram zaatakowali miasto Maiduguri na północnym wschodzie Nigerii i zabili co najmniej 15 osób. (wp.pl)
- Dwie osoby nie żyją, a 15 zostało rannych w wyniku potężnej eksplozji, która wstrząsnęła miastem Giza w północnym Egipcie. Do wybuchu doszło na stacji benzynowej. (wp.pl)
- Zamachowiec samobójca wysadził się w powietrze na drodze niedaleko lotniska w stolicy Afganistanu, Kabulu. Jedna osoba zginęła, a 13 zostało rannych. (wp.pl)
- W związku z gwałtownymi zjawiskami meteorologicznymi w południowych stanach USA, zanotowano wiele zniszczeń. W wypadku związanym z tornadem zginęło osiem osób, a cały bilans ofiar po gwałtownej pogodzie wyniósł już 26. (tvnmeteo.tvn24.pl)
- Członkowie milicji lojalnej wobec wpływowego przedstawiciela lokalnych władz obcięli głowy czterem bojownikom Państwa Islamskiego i umieścili je przy głównej drodze we wschodnim Afganistanie. (onet.pl)
- Siły irackie przejęły kontrolę nad rządowym kompleksem w Ramadi opanowanym w maju przez bojowników Państwa Islamskiego. Był to ostatni bastion IS w tym mieście położonym na zachodzie Iraku. (tvn24.pl)
- Parlament Chin uchwalił ustawę antyterrorystyczną, która wymaga od firm technologicznych przekazywania rządowi wrażliwych informacji oraz pozwala wojsku na misje antyterrorystyczne za granicą. (onet.pl)

## 26 grudnia
- Co najmniej 14 osób zginęło w wyniku ataku, który przeprowadzili islamiści z Boko Haram na wioskę Kimba na północnym wschodzie Nigerii. Napastnicy otworzyli ogień w kierunku mieszkańców i podpalili domy. Wiele osób zostało rannych. (wp.pl)
- Największe od lat powodzie w Ameryce Południowej zmusiły 150 tys. mieszkańców Paragwaju, Argentyny, Brazylii i Urugwaju do opuszczenia domów. W Paragwaju i w Argentynie odnotowano ofiary śmiertelne. Władze najbardziej dotkniętego Paragwaju ogłosiły stan wyjątkowy. (onet.pl)
- W rezultacie zawału w kopalni gipsu, w chińskiej prowincji Szantung, 29 górników zostało uwięzionych. Ekipom ratowniczym udało się dotychczas uratować 11 górników. (onet.pl)
- Serbska policja zatrzymała 79 osób w ramach akcji wymierzonej w osoby zamieszane w sprawy korupcyjne. Według mediów wśród zatrzymanych był były minister, jego dwaj zastępcy i szefowie państwowych spółek. (tvn24.pl)
- Prezydent Rosji Władimir Putin nakazał utworzenie kilku operacyjnych baz antyterrorystycznych w rejonach nadmorskich, między innymi w Murmańsku, Kaspijsku i Pietropawłowsku Kamczackim. (onet.pl)

## 25 grudnia
- Co najmniej 14 osób zginęło, a kilkadziesiąt zostało rannych po przejściu tornad na południu USA. Zdaniem meteorologów do tego zjawiska pogodowego przyczyniły się nietypowo wysokie o tej porze roku temperatury. (wp.pl)
- Silne trzęsienie ziemi nawiedziło północne regiony Afganistanu oraz północny Pakistan z miastem Peszawar, gdzie 30 osób odniosło rany w wyniku zawalenia się domów. Trzęsienie miało natężenie 6,2 stopni w skali Richtera i trwało 59 sekund. Jego epicentrum znajdowało się w Tadżykistanie w pobliżu granicy z Afganistanem, a hipocentrum znajdowało się na głębokości ponad 200 km. (onet.pl)
- Przywódca terrorystycznej organizacji Armia Islamu, Zahran Allusz, zginął w rosyjskim nalocie na przedmieściach Damaszku[1].
- Nowo odtajnione dokumenty amerykańskiego wojska ukazały dokładnie, co stałoby się z Polską, gdyby w 1959 roku wybuchła III wojna światowa. Najpierw na kluczowe bazy lotnictwa spadłyby potężne bomby termojądrowe, a potem druga fala bombowców miała przeprowadzić „systematyczną destrukcję” przy pomocy mniejszych ładunków. Zagłada miała spotkać między innymi Łebę, Tarnów, Mrągowo, Gliwice, Wałbrzych i Warkę. Na liście celów znalazło się jeszcze wiele innych polskich miast. (tvn24.pl)

## 24 grudnia
- W Nigerii w mieście Nnewi podczas przepompowywania gazu doszło do wybuchu, w wyniku którego zginęło ponad 100 osób. W ogniu stanęły również pobliskie domu i spłonęło ponad 50 samochodów. (wp.pl)
- Co najmniej 20 osób, w tym siedmioro dzieci, zginęło w atakach z powietrza dokonanych przez siły rządu prezydenta Syrii Baszszara al-Asada na południowy wschód od Damaszku. (onet.pl)
- Do czterech oddzielnych incydentów doszło, gdy grupa osób zebrała się w czasie obchodów Bożego Narodzenia w Betlejem na Zachodnim Brzegu. Trzech Palestyńczyków zginęło po tym, jak przeprowadzili lub próbowali przeprowadzić ataki na Izraelczyków. Czwarty zginął w starciach z izraelskim wojskiem. (wp.pl)
- Kryzysu wokół Trybunału Konstytucyjnego w Polsce ciąg dalszy: pomimo protestów opozycji, Stowarzyszenia Sędziów Polskich „Iustitia”, organizacji pozarządowych (m.in. Helsińskiej Fundacja Praw Człowieka czy Amnesty International), a także Biura Legislacyjnego Senatu, wyższa izba polskiego parlamentu przyjęła znowelizowaną ustawę o Trybunale Konstytucyjnym. (polskieradio.pl)
- Co najmniej 10 chińskich miast i jedną całą prowincję objęto „czerwonym alertem”, czyli maksymalnym, ze względu na zanieczyszczenie powietrza. Znaczną część kraju, po raz czwarty w tym miesiącu, pokryła gęsta mgła zanieczyszczeń. (onet.pl)
- Rosyjska rakieta kosmiczna Proton M z przeznaczonym na orbitę geostacjonarną satelitą telekomunikacyjnym Express-AMU1 pomyślnie wystartowała z dzierżawionego przez Rosję kosmodromu Bajkonur w Kazachstanie. (wp.pl)

## 23 grudnia
- Co najmniej 25 osób zginęło, a ponad 100 zostało rannych w pożarze, który objął część szpitala w mieście Dżizan na południowym zachodzie Arabii Saudyjskiej. (wp.pl, tvn24.pl)
- Premier Gruzji Irakli Garibaszwili ogłosił w wystąpieniu telewizyjnym, że złożył dymisję. (wp.pl)
- Papież Franciszek został laureatem Nagrody Karola Wielkiego w 2016 roku, przyznawanej za zasługi dla europejskiej integracji. Papież Franciszek zgodził się przyjąć nagrodę i zadedykował ją Europie oraz wysiłkom podejmowanym przez nią na rzecz pokoju. (tvn24.pl)
- Parlament grecki zalegalizował cywilne związki partnerskie osób tej samej płci, jednak bez prawa do adopcji dzieci. (tvn24.pl)
- Rosja planuje wybudowanie w Indiach w ciągu dwudziestu lat co najmniej sześciu elektrowni atomowych. (tvn24.pl)

## 22 grudnia
- Miliony ton odpadów przemysłowych połączone z błotem osunęły się ze wzgórz wokół trzech parków przemysłowych w Shenzhen na południu Chin. „Fala” zalała prawie 400 tys. m² i pochłonęła ok. 80 ofiar. Zwały odpadów sięgnęły sześciu metrów. Pod nimi znalazły się całe budynki. (tvn24.pl)
- W samobójczym ataku na afgańsko-amerykański patrol w mieście Bagram zginęło sześciu amerykańskich żołnierzy, a dwóch zostało rannych. (wp.pl)
- Dwie domniemane terrorystki zginęły w starciu z tureckimi siłami bezpieczeństwa w Stambule. Oddziały antyterrorystyczne przeprowadziły atak na „kryjówkę terrorystów” w dzielnicy Gaziosmanpasa. (wp.pl)
- Reżyser Quentin Tarantino odsłonił swoją gwiazdę w hollywoodzkiej Alei Sław. (wp.pl)

## 21 grudnia
- Mężczyzna prowadzący samochód z niewyjaśnionych powodów wjechał w tłum osób w centrum Las Vegas. Co najmniej jedna osoba zginęła, a 37 zostało rannych. Kierowca został tymczasowo zatrzymany. (wp.pl)
- Ukraińska Służba Bezpieczeństwa informuje o operacji specjalnej i zatrzymaniu ok. 100 osób w rejonie Awdiejewki. 38-tysięczne miasto w pobliżu Doniecka, kontrolowane przez wojska ukraińskie, jest uznawane za jeden z najbardziej zapalnych punktów w Donbasie, systematycznie ostrzeliwany przez rebeliantów. (tvn24.pl)
- Słoweńcy w referendum odrzucili nowelizację ustawy o małżeństwie, pozwalającą na zawieranie małżeństw przez osoby homoseksualne. Przeciwko uchwalonej w marcu przez parlament nowelizacji definiującej małżeństwo jedynie jako związek dwojga dorosłych wypowiedziało się 63% głosujących, za jej utrzymaniem było 37% uczestników. (wp.pl)

## 20 grudnia
- Co najmniej kilkadziesiąt osób zginęło w wyniku nalotów na znajdujący się w rękach opozycjonistów Idlib w północno-zachodniej Syrii. Ataki miało przeprowadzić rosyjskie lotnictwo. (tvn24.pl)
- Dziewięciu Rosjan, zatrudnionych przez rosyjską firmę, zginęło w październiku na zachodzie Syrii, gdy rebelianci ostrzelali ich bazę z moździerzy. (tvn24.pl)
- Do poważnych strat materialnych doszło w Genewie na skutek nielegalnej manifestacji młodych ludzi protestujących przeciwko cięciom we wsparciu ośrodków kultury alternatywnej z pieniędzy publicznych. Witryny licznych banków i luksusowych butików zostały rozbite albo pomazane graffiti; czarna i kolorowa farba oszpeciła ponadto fasadę XIX-wiecznego Teatru Wielkiego. (onet.pl)
- W Hiszpanii odbyły się wybory parlamentarne. (onet.pl)
- Za pomocą dwóch teleskopów kosmicznych astronomom NASA udało się zbadać słabą galaktykę z krańców Wszechświata, istniejącą w okresie zaledwie 400 milionów lat po Wielkim Wybuchu. Odkrytą galaktykę naukowcy nazwali nieoficjalnie Tayna, co oznacza „pierworodne dziecko” w języku ajmara. (onet.pl)
- W rozgrywanych w Japonii klubowych mistrzostwach świata w piłce nożnej triumfowała FC Barcelona, która w spotkaniu finałowym pokonała 3:0 Club Atlético River Plate. (sportowefakty.wp.pl)
- W rozegranej w Azji lidze tenisowej International Premier Tennis League triumfowała drużyna OUE Singapore Slammers. Najlepszymi zawodnikami rozgrywek uznano Ivana Dodiga i Belindę Bencic. (sportowefakty.wp.pl)
- W rozegranych w Danii mistrzostwach świata piłkarek ręcznych zwyciężyły Norweżki, które pokonały 31:23 Holenderki. (sportowefakty.wp.pl)
- Rakieta nośna Falcon 9, należąca do firmy SpaceX, wystartowała z Cape Canaveral na Florydzie i po kilkunastu minutach lotu, po raz pierwszy w historii, bez problemów wylądowała w tym samym miejscu. (polskieradio.pl)

## 19 grudnia
- Co najmniej 75 osób zabiły etiopskie siły bezpieczeństwa podczas trwających od kilku tygodni protestów przeciw wywłaszczeniom związanym z planowanym przez władze rozwojem stolicy kraju, Addis Abeby. (tvn24.pl)
- Mimo ogłoszenia rozejmu i rozpoczęcia rozmów pokojowych co najmniej 68 bojowników zginęło w północno-zachodnim Jemenie w wyniku starć armii z rebeliantami. (onet.pl)
- W miejscowości Longyearbyen na Svalbardzie (norweskiej prowincji w Arktyce) zeszła lawina. Zwały śniegu zasypały dziesięć domów i ponad 100 ratowników walczyło, żeby dostać się do ich środka. Zginęła jedna osoba, a dziewięć zostało rannych. (tvnmeteo.tvn24.pl)
- Pod Petersburgiem, w miejscowości Sosnowy Bór, doszło do awarii w elektrowni atomowej. Wstrzymano pracę drugiego bloku energetycznego. [2]
- 23-letnia modelka Mireia Lalaguna Royo z Barcelony wygrała 65. edycję konkursu Miss World. Finał konkursu odbył się w mieście Sanya na południu Chin. Polka Marta Pałucka zajęła 14. miejsce. (tvn24.pl)

## 18 grudnia
- Dziewięciu irackich żołnierzy zginęło w piątek pod Al-Falludżą, gdy samoloty dowodzonej przez USA międzynarodowej koalicji pomyłkowo ostrzelały ich zamiast dżihadystów z Państwa Islamskiego. (tvn24.pl)
- 54 bojowników Partii Pracujących Kurdystanu zginęło w ciągu trzech dni w walkach z tureckimi siłami bezpieczeństwa w miastach Silopi i Cizre na południowym wschodzie Turcji. (tvn24.pl)
- Zakończyło się kompletowanie zainstalowanej w Rumunii przez USA wyrzutni pocisków kierowanych RIM-161 Standard Missile 3 przeznaczonych do ewentualnego przechwytywania rakiet balistycznych z krajów takich jak Iran. (tvn24.pl)
- Rada Bezpieczeństwa ONZ przyjęła jednogłośnie rezolucję, której celem jest odcięcie Państwu Islamskiemu dostępu do międzynarodowego systemu finansowego i ograniczenie zysków tej dżihadystycznej organizacji z przemytu ropy i antyków. (tvn24.pl)
- Chmura smogu przykryła 12 chińskich miast. Władze w Pekinie ogłosiły drugi w historii czerwony alert z powodu niezwykle wysokiego zanieczyszczenia powietrza. (onet.pl)

## 17 grudnia
- W walkach z tureckimi siłami bezpieczeństwa zginęło w ciągu dwóch dni 23 bojowników Partii Pracujących Kurdystanu; do starć doszło w miastach Silopi i Cizre na południowym wschodzie Turcji. (tvn24.pl)
- Sąd w Kijowie zakazał działalności Komunistycznej Partii Ukrainy. Wniosek w tej sprawie wniósł w lipcu roku 2014 ukraiński resort sprawiedliwości, tłumacząc to zebranymi dowodami nielegalnych działań ugrupowania. (wp.pl)
- W referendum konstytucyjnym w Rwandzie przyjęto zniesienie konstytucyjnego limitu prezydenckich kadencji. Rozczarowanie wyraziły Stany Zjednoczone, wzywając prezydenta Rwandy Paula Kagamego do respektowania ograniczeń liczby kadencji[3].
- Stany Zjednoczone i Kuba osiągnęły porozumienie w sprawie wznowienia regularnej komunikacji lotniczej między obu krajami. Ogłoszenie porozumienia nastąpiło w pierwszą rocznicę rozpoczęcia procesu normalizacji stosunków USA-Kuba. (tvn24bis.pl)
- Bośnia i Hercegowina oficjalnie wystąpi w styczniu o członkostwo w Unii Europejskiej, zachęcona pozytywną oceną przez UE postępu w podejmowanych przez kraj reformach. (onet.pl)
- Papież Franciszek uznał cud przypisywany wstawiennictwu błogosławionej Matki Teresy z Kalkuty, potrzebny do jej kanonizacji. (onet.pl)

## 16 grudnia
- Czterej tureccy żołnierze zostali ranni, w tym jeden ciężko, w ataku przeprowadzonym przez bojowników Państwa Islamskiego na bazę wojskową koło Mosulu na północy Iraku. (tvn24.pl)
- Około 100 bojówkarzy porwało co najmniej 26 Katarczyków z obozu myśliwych na pustyni Samawa blisko granicy z Arabią Saudyjską. (tvn24.pl)
- Siły bezpieczeństwa Afganistanu skonfiskowały i zniszczyły dwie tony azotanu amonu używanego w improwizowanych ładunkach wybuchowych. (onet.pl)
- Protest 2 tys. mieszkańców Geldermalsen, na południu Holandii, przeciwko planom stworzenia w tym mieście ośrodka dla uchodźców przerodził się w zamieszki. Policja zatrzymała wiele osób, konieczna była ewakuacja posiedzenia miejscowych władz. (tvn24.pl)
- Administracja Baracka Obamy oficjalnie autoryzowała sprzedaż Tajwanowi broni i sprzętu wojskowego wartości 1,83 miliarda dolarów. Stany Zjednoczone sprzedadzą Tajwanowi m.in. dwie fregaty typu Perry, rakietowe pociski przeciwpancerne, pojazdy bojowe i pociski rakietowe ziemia-powietrze. (tvn24.pl)
- Producent czołgów Leopard, niemiecki koncern zbrojeniowy Krauss-Maffei Wegmann oraz jego francuski partner Nexter podpisały umowę o fuzji. Nowa niemiecko-francuska firma chce produkować nowy czołg dla Bundeswehry. (onet.pl)

## 15 grudnia
- Arabia Saudyjska ogłosiła utworzenie przez 34 państwa muzułmańskie wojskowej koalicji antyterrorystycznej. (wp.pl)
- Na terenie Los Angeles ogłoszono alarm terrorystyczny i zamknięto ponad 1200 szkół w związku z groźbami ataków, wysyłanych za pomocą poczty elektronicznej. Budynki były gruntownie sprawdzone pod kątem zagrożenia zamachem bombowym. 640 tys. uczniów pozostało w domach. (onet.pl, tvn24.pl)
- Papież Franciszek zaaprobował dekret uznający cud za wstawiennictwem  księdza Władysława Bukowińskiego (1904–1974), więźnia sowieckich łagrów, który pełnił posługę w Karagandzie w Kazachstanie. Jest to kolejny krok do beatyfikacji księdza Bukowińskiego. (wp.pl)
- Z kosmodromu Bajkonur w Kazachstanie z sukcesem wystartował statek Sojuz TMA-19M i zadokował w Międzynarodowej Stacji Kosmicznej. Na pokładzie znaleźli się trzej astronauci: Brytyjczyk Tim Peake, Amerykanin Timothy Kopra i Rosjanin Jurij Malenczenka. (onet.pl)
- Ponad 40 starożytnych mumii ludzkich i zwierzęcych przebadają naukowcy w ramach Warszawskiego Projektu Interdyscyplinarnych Badań Mumii, który zainicjowano w Otwocku. Badania dadzą m.in. szansę na znalezienie śladów chorób występujących w starożytności[4].

## 14 grudnia
- 43 funkcjonariuszy argentyńskiej żandarmerii udających się na patrol graniczny zginęło, a ośmiu zostało rannych, kiedy autobus, którym jechali, spadł z mostu do wyschniętego koryta rzeki w prowincji Salta. (wp.pl)
- Izraelskie lotnictwo zbombardowało cele wojskowe radykalnego ugrupowania palestyńskiego Hamas w Strefie Gazy po wystrzeleniu przez Palestyńczyków rakiety w kierunku Izraela. (tvn42.pl)
- Statek pod turecką banderą wszedł na kolizyjny kurs z rosyjskimi jednostkami na Morzu Czarnym. Miał jednak zostać odstraszony przez rosyjską korwetę i zmuszony do zmiany kursu, o czym poinformowała rosyjska firma energetyczna Czornomornaftohaz.[5] (tvn24.pl)
- Tysiące mieszkańców wschodnich Filipin zostało ewakuowanych przed atakiem tajfunu Melor, wiejącego z prędkością 150 km/h a w porywach nawet 185 km/h. Żywioł spowodował lokalne powodzie i lawiny błotne. (onet.pl)
- Wieloletni dyrektor Śląskiego Centrum Chorób Serca w Zabrzu, były minister zdrowia Marian Zembala został uhonorowany nagrodą im. Amosowa, przyznawaną przez Akademię Nauk Medycznych Ukrainy. (onet.pl)

## 13 grudnia
- We Francji odbyła się druga runda wyborów regionalnych. Front Narodowy Marine Le Pen nie przejął władzy w żadnym z regionów, mimo prowadzenia w sześciu w I rundzie. (tvn24.pl, wyborcza.pl)
- W eksplozji bomby na bazarze w mieście Parachinar na północnym zachodzie Pakistanu zginęło co najmniej 10 osób, a 30 zostało rannych[6].
- 23 osoby zginęły, a ponad 40 zostało rannych w pożarze ośrodka dla osób nerwowo i psychicznie chorych, do którego doszło w obwodzie woroneskim na zachodzie Rosji. (wp.pl)
- Co najmniej 19 osób zmarło w ostatnich tygodniach, a 172 zachorowały po wypiciu skażonego wina ryżowego na północnym wschodzie Kambodży. (onet.pl)
- Lewicowi demonstranci, protestujący w Lipsku przeciwko marszowi przez miasto neonazistów, zaatakowali policjantów ochraniających marsz. W starciach ulicznych obrażenia odniosło 69 funkcjonariuszy. (wp.pl)
- Zatrzymano wszystkich 14 celników pracujących na porannej zmianie na najważniejszym przejściu granicznym z Turcją Kapitan Andreewo w ramach operacji przeciw przemytnikom. (onet.pl)
- Ok. 40 tys. Brazylijczyków demonstrowało na ulicach największego miasta kraju São Paulo domagając się ustąpienia prezydent Dilmy Rousseff. Mniejsze demonstracje odbyły się w innych miastach. (wp.pl)
- Około 2 tys. osób demonstrowało w stołecznej Podgoricy przeciwko przystąpieniu Czarnogóry do NATO kilka dni po tym, jak formalnie zaproszono ten kraj do Sojuszu. Protest zorganizowały prorosyjskie partie opozycyjne. (wp.pl)

## 12 grudnia
- Po raz pierwszy od kwietnia w Bużumburze, stolicy wschodnioafrykańskiego państwa Burundi, doszło do krwawych starć, w których zginęło 87 osób. Niewielkie zbrojne grupy opozycyjne zaatakowały trzy obozy wojskowe w ponad 300-tysięcznym mieście. (tvn42.pl)
- Co najmniej 60 osób zostało zabitych w ataku nigeryjskiej armii na szyicką mniejszość w mieście Zaria w północnej części kraju. Aresztowany został przywódca grupy. (tvn24.pl)
- Tureckie F-16 wznowiły ataki na bazy zbrojnych oddziałów Partii Pracujących Kurdystanu, która w lipcu wycofała się z zawieszenia broni na terenie Turcji trwającego od 2013 roku. Turcy dokonali nalotów w sześciu rejonach irackiego Kurdystanu, mimo protestów władz irackich oraz Rosji. (wp.pl, dziennik.pl)
- Afgańskie siły bezpieczeństwa zabiły wszystkich uczestników ataku na pensjonat znajdujący się w pobliżu ambasady Hiszpanii. W ataku zginęło czterech afgańskich policjantów i dwóch hiszpańskich funkcjonariuszy ochrony. (onet.pl)
- W Donbasie na wschodniej Ukrainie w zamachu zginął komendant tzw. kozackiego pułku separatystycznej Ługańskiej Republiki Ludowej Paweł Driomow. (onet.pl)
- Kilkadziesiąt tysięcy Polaków brało udział w demonstracjach zorganizowanych przez Komitet Obrony Demokracji wyrażając sprzeciw wobec ostatnich działań prezydenta Andrzeja Dudy i Prawa i Sprawiedliwości w sprawie Trybunału Konstytucyjnego. (wp.pl)
- W Berlinie odbyła się ceremonia wręczenia Europejskich Nagród Filmowych. Za najlepszy film uznano Młodość w reżyserii Paolo Sorrentino. (TVP Info)
- Konferencja klimatyczna w Paryżu zakończyła się porozumieniem zawartym przez 195 krajów, mającym zatrzymać proces globalnego ocieplenia[7].
- Liga NBA: zakończyła się trwająca 8 miesięcy seria 28 kolejnych zwycięstw Golden State Warriors w sezonie zasadniczym. Pogromcami mistrzów NBA okazała się drużyna Milwaukee Bucks (108:95). 24 kolejne wygrane Warriors od początku sezonu to rekord rozgrywek[8].

## 11 grudnia
- Państwo Islamskie przyznało się do potrójnego zamachu samobójczego w kontrolowanym przez Kurdów mieście Tall Tamr na północnym wschodzie Syrii. Kurdyjscy bojownicy podają, że liczba ofiar wzrosła do ok. 50–60, a ponad 80 osób jest rannych. (onet.pl)
- Ok. 250 górników zablokowało drogę do przejścia granicznego w Jagodzinie na Wołyniu na północnym zachodzie Ukrainy, całkowicie uniemożliwiając samochodom przejazd do Polski. Górnicy domagali się od rządu w Kijowie wypłaty zaległych wynagrodzeń. (onet.pl)
- Czterech Polaków, obywateli Białorusi, zostało odznaczonych medalami Pro Memoria przez szefa Urzędu ds. Kombatantów i Osób Represjonowanych, ministra Jana Ciechanowskiego podczas uroczystości w polskiej ambasadzie. (onet.pl)
- Irackie wojsko pochwaliło się pierwszym bojowym wykorzystaniem zakupionych w Chinach dronów CH-4B. Przy pomocy jednego z nich przeprowadzono nalot na dżihadystów w mieście Ar-Ramadi. To pierwszy znany przypadek użycia bojowego chińskiego drona. (tvn24.pl)
- Prezydent Gambii Yahya Jammeh ogłosił kraj republiką islamską[9].

## 10 grudnia
- W ramach operacji lotnictwa koalicji pod wodzą USA walczącej z IS pod koniec listopada wyeliminowano „skarbnika IS” Abu Salaha i dwóch innych przywódców organizacji. (wp.pl)
- Grupa ok. 30 osób zaatakowała autobus z uchodźcami, który podjechał do ośrodka dla ubiegających się o azyl w miejscowości Jahnsdorf w Saksonii, na wschodzie Niemiec. (tvn24.pl)
- Izrael przeprowadził próby pocisku Strzała 3 przeznaczonego do przechwytywania rakiet balistycznych. Strzała 3, która może poszybować na wysokość nawet 100 km, do mezosfery, tym razem trafiła w pocisk wystrzelony z myśliwca. (tvn24.pl)
- Macedonia rozpoczęła budowę drugiego ogrodzenia na granicy z Grecją, tym razem na południowym zachodzie kraju. (tvn24.pl)
- W bazie wojskowej USA na Hawajach przeprowadzono pomyślny test rakietowego pocisku antybalistycznego typu SM-3, który będzie wykorzystywany w ramach tarczy antyrakietowej mającej powstać do końca tego roku w Rumunii oraz do 2018 roku w Polsce. (tvn24.pl)
- Za 1,76 mln dolarów sprzedano na aukcji w Nowym Jorku Porsche 356 z 1965 r., które należało do legendarnej wokalistki Janis Joplin. (onet.pl)

## 9 grudnia
- Polski Trybunał Konstytucyjny na wniosek posłów, Rzecznika Praw Obywatelskich, Krajowej Rady Sądownictwa i Pierwszego Prezesa Sądu Najwyższego zbadał zgodność z konstytucją RP grupy przepisów uchwalonej 19 listopada 2015 roku zmiany Ustawy o Trybunale Konstytucyjnym. TK orzekł, że z uwagi na niepełny skład nie może rozstrzygnąć o niekonstytucyjności samego sposobu zmiany, stwierdził jednak niekonstytucyjność nowych przepisów wpływających na obsadzenie stanowiska prezesa i wiceprezesa TK oraz uzależniających rozpoczęcie kadencji od Prezydenta RP i potwierdził własne orzeczenie z 3 grudnia stwierdzając, że Sejm RP nie mógł obsadzić 3 stanowisk sędziowskich, ponieważ zostały one obsadzone wcześniej. Ponownie wyrokowi TK sprzeciwiali się politycy PiS. (trybunal.gov.pl, wyborcza.pl)
- Afgańskie wojsko i siły bezpieczeństwa odparły trwający ponad dobę atak talibskich bojowników na lotnisko w Kandaharze na południu Afganistanu. W starciach zginęło ponad 60 osób, w większości cywilów. 35 osób zostało rannych. (tvn24.pl)
- Ponad 9 tys. osób poniosło śmierć w rezultacie konfliktu zbrojnego na wschodzie Ukrainy, który wybuchł w kwietniu 2014 roku. (tvn24.pl)
- Grecka policja rozpoczęła usuwanie setek migrantów zgromadzonych na granicy z Macedonią i blokujących tory kolejowe. Większość z koczujących tam osób pochodzi z Pakistanu, Maroka i Iranu. (wp.pl)
- W Indonezji wystąpiło trzęsienie ziemi o sile 6,9 w skali Richtera. Epicentrum znajdowało się 174 km na południowy wschód od wschodniej wyspy Indonezji, Ambon. Hipocentrum natomiast zlokalizowano na głębokości 75 km. Nie odnotowano zniszczeń i rannych. (tvnmeteo.tvn24.pl)
- Kanclerz Niemiec Angela Merkel została wybrana Człowiekiem Roku tygodnika „Time”. W uzasadnieniu doceniono jej odwagę i niezłomność wobec kryzysu migracyjnego w Europie oraz problemów gospodarczych Grecji. (time.com, tvn24.pl)
- Najnowocześniejszy amerykański okręt po raz pierwszy wypłynął z portu. Przyszły niszczyciel USS Zumwalt rozpoczął próby morskie. (tvn24.pl)

## 8 grudnia
- Kolektyw Assemble został wyróżniony tegoroczną Nagrodą Turnera. (wyborcza.pl)
- Abu Bakr al-Baghdadi, lider Państwa Islamskiego, który prowadzi fundamentalistów na wojnę z Zachodem w imieniu samozwańczego kalifatu stworzonego w części Syrii i Iraku, znalazł się na liście kandydatów na „Człowieka Roku” magazynu „Time”. (wp.pl)
- Izba Reprezentantów Kongresu USA uchwaliła ustawę zaostrzającą kontrole obywateli 38 państw uczestniczących w programie ruchu bezwizowego z USA. Ustawę uchwalono przytłaczającą większością głosów 407:19. (onet.pl)
- Z powodu rekordowego smogu władze chińskie po raz pierwszy w historii obwieściły najwyższy, czerwony alert. (wyborcza.pl)

## 7 grudnia
- Ponad 270 ofiar śmiertelnych i blisko 28 tys. osób ewakuowanych to skutek gigantycznych opadów deszczu, które od kilku tygodni pustoszą południowe prowincje Indii. (onet.pl)
- Premier Łotwy Laimdota Straujuma podała się do dymisji. Prezydent kraju Raimonds Vējonis przyjął jej rezygnację.[10]
- 4 tys. osób demonstrowały w Erywaniu, stolicy Armenii, aby zaprotestować przeciwko reformie konstytucyjnej zmieniającej ustrój prezydencki na parlamentarno-gabinetowy. Armeńczycy opowiedzieli się 6 grudnia w referendum za tą zmianą. (tvn24.pl)
- Szef irańskiego oddziału policji ds. walki z zagrożeniami cybernetycznymi Kamal Hadianfar poinformował o zatrzymaniu 53 osób pod zarzutem prowadzenia stron internetowych popierających dżihadystów z Państwa Islamskiego. (onet.pl)
- Austria przystąpiła do budowy krótkiego ogrodzenia na granicy ze Słowenią w rejonie wykorzystywanego przez licznych uchodźców przejścia granicznego. To pierwsze tego rodzaju ogrodzenie wznoszone w strefie Schengen. (tvn24.pl)

## 6 grudnia
- Co najmniej 32 dżihadystów z Państwa Islamskiego zginęło na północy Syrii w nalotach przeprowadzonych najpewniej przez koalicję pod wodzą USA. (tvn42.pl)
- Co najmniej dwóch policjantów zginęło podczas napadu na konwój przewożący gotówkę w Petersburgu. Napastnicy ostrzelali z broni automatycznej policyjną eskortę transportu. Następnie napadli na furgonetkę z pieniędzmi, zabrali gotówkę i uciekli z miejsca zdarzenia. (onet.pl)
- Ponad 10 tys. barwnie ubranych ludzi manifestowało w belgijskiej Ostendzie nad Morzem Północnym, apelując o ambitne porozumienie na trwającej w Paryżu konferencji klimatycznej ONZ. (onet.pl)
- Rządzący Cháviści z Zjednoczonej Partii Socjalistycznej Wenezueli przegrali wybory parlamentarne. (tvn24.pl, archive.is)
- W Armenii odbyło się referendum konstytucyjne, w którym obywatele mieli rozstrzygnąć, kto będzie dalej nimi rządzić: prezydent czy premier, który przejąłby władzę od szefa państwa. (onet.pl)
- Zakończyły się, rozgrywane w izraelskim mieście Netanja, mistrzostwa Europy w pływaniu na krótkim basenie. (netanya2015.microplustiming.com)

## 5 grudnia
- 18 osób zmarło w szpitalu w leżącej na południu Indii prowincji Tamilnadu, gdy powódź zalała generatory budynku. (onet.pl)
- Prezydent Kolumbii Juan Manuel Santos poinformował, że odnaleziono galeon San Jose. Wrak hiszpańskiego okrętu zatopionego przez Brytyjczyków 307 lat temu jest określany jako „Święty Graal” podmorskich poszukiwaczy skarbów. Galeon San Jose miał bowiem na pokładzie najcenniejszy ładunek, jaki kiedykolwiek poszedł na dno. (tvn24.pl)
- W Chimbote w Peru odbyła się beatyfikacja Alessandro Dordiego, o. Zbigniewa Strzałkowskiego i o. Michała Tomaszka zamordowanych w 1991 roku przez bojowników z Świetlistego Szlaku. (deon.pl)

## 4 grudnia
- Ponad 30 pracowników zginęło w wyniku pożaru, jaki wybuchł na platformie wiertniczej do wydobycia ropy na azerbejdżańskich wodach Morza Kaspijskiego. 42 pracowników zdołano ewakuować. (wp.pl)
- Co najmniej 27 osób zginęło, a ponad 80 zostało rannych w wyniku trzech skoordynowanych samobójczych zamachów dokonanych na zatłoczonym rynku na jednej z wysp na jeziorze Czad, należącej do kraju o tej samej nazwie. (tvn24.pl)
- Co najmniej 16 osób zginęło, a dwie zostały ranne w wybuchu w klubie nocnym w Kairze. Ktoś wrzucił do środka koktajl Mołotowa. (wp.pl)
- Kolejne zamieszki na granicy grecko-macedońskiej z udziałem migrantów. Próbowali oni sforsować granicę i obrzucili macedońską policję kamieniami. (wp.pl)
- Matthias Mueller, który stanął na czele Volkswagena po ujawnieniu skandalu wokół manipulacji testami spalin w autach tego koncernu, został wczoraj mianowany na szefa rady nadzorczej spółki Audi, która wchodzi w skład koncernu Volkswagen. (onet.pl)

## 3 grudnia
- Polski Trybunał Konstytucyjny na wniosek posłów orzekł na temat konstytucyjności grupy przepisów uchwalonej 25 czerwca 2015 roku Ustawy o Trybunale Konstytucyjnym, dotyczącej wyborów sędziów. TK orzekł ich częściową niezgodność z konstytucją RP uznając przepisy umożliwiające wybór przez poprzedni skład Sejmu RP 2 kandydatów w miejsce sędziów odchodzących już w trakcie nowej kadencji za sprzeczne z konstytucją, jednocześnie potwierdzając prawomocność wyboru trzech innych kandydatów i obligując Prezydenta RP do ich zaprzysiężenia oraz potwierdzając kadencje i sposób wyboru przewodniczącego TK i jego zastępcy. Wyrokowi TK sprzeciwiali się politycy PiS. (tvn24, tvp.info, wyborcza.pl, [11])
- Rząd Węgier zaskarżył w Europejskim Trybunale Sprawiedliwości decyzję Komisji Europejskiej w sprawie obowiązkowego rozmieszczania uchodźców w państwach UE na podstawie kwot. (onet.pl)

## 2 grudnia
- Armia kameruńska zabiła co najmniej 100 bojowników islamistycznego ugrupowania Boko Haram i uwolniła 900 osób, które były przetrzymywane jako ich zakładnicy. (tvn24.pl)
- Uzbrojona para muzułmanów otworzyła ogień w ośrodku dla niepełnosprawnych w San Bernardino w Kalifornii, zabijając 14 osób i raniąc kolejne 17. Zostali zastrzeleni podczas obławy policji. (tvn24.pl, se.pl)
- W Pakistanie wykonano egzekucję czterech mężczyzn skazanych na śmierć za pomoc sprawcom zeszłorocznej masakry w szkole w Peszawarze, w której zginęło ponad 150 osób, w większości dzieci. (tvn24.pl)
- Przewodniczący Izby Deputowanych parlamentu Brazylii Eduardo Cunha zainaugurował procedurę zmierzającą do postawienia prezydent Dilmy Rousseff w stan oskarżenia, pogłębiając tym samym kryzys polityczny i gospodarczy w tym kraju. (tvn24.pl)
- Służba Bezpieczeństwa Ukrainy ogłosiła, że otwiera publiczny dostęp do archiwów NKWD i KGB oraz przekazuje dokumenty sowieckich służb specjalnych z lat 1917-91 Instytutowi Pamięci Narodowej w Kijowie. (tvn24.pl)
- Ponad 330 wielorybów wyrzuciło morze na brzeg chilijskiej Patagonii. Zwierzęta zostały znalezione przy Golfo de Penas. (tvnmeteo.tvn24.pl)

## 1 grudnia
- FBI prowadzi ok. 900 dochodzeń w sprawie sympatyków Państwa Islamskiego w USA; tylko w 2015 r. aresztowano już 56 osób oskarżonych o działalność powiązaną z tą dżihadystyczną organizacją. (onet.pl)